# Dragomantsé
Dragomantsé ou Dragomance (en macédonien Dragomantsé) est un village du nord de la Macédoine du Nord, situé dans la municipalité de Staro Nagoritchané. Le village comptait 133 habitants en 2002.

## Démographie
Lors du recensement de 2002, le village comptait :
- Macédoniens : 124
- Serbes : 9